# Systropha ruficornis
Systropha ruficornis là một loài Hymenoptera trong họ Halictidae. Loài này được Morawitz mô tả khoa học năm 1880.